# Estación de Y Griega (Metrorrey)
La estación Y Griega forma parte de la línea 1 del Metrorrey. Fue inaugurada el 25 de abril de 1991. Esta estación tendrá correspondencia con la línea 6 a partir del año 2024.
Está localizada en la intersección de las avenidas Colón y Madero en la colonia Acero del municipio de Monterrey. Es un lugar conocido comúnmente como Y Griega, debido a que la intersección de las avenidas forman dicha letra, es de ahí de donde deriva su nombre. Esta estación cuenta con facilidades para personas con discapacidad.
La Y Griega se localiza a una cuadra del parque AquaMundo, Parque Fundidora y del Auditorio CitiBanamex. En el estacionamiento de la estación se puede encontrar un mercado de coleccionables los días sábados y domingos, además de que un extremo de la estación (en la calle Antonio I. Villarreal) puede abordarse la ruta express hacia el Aeropuerto Internacional de Monterrey.

## Conexión al TransMetro
Cuenta con conexión al sistema TransMetro desde el 24 de abril de 2023 tras la modificación de la ruta Torre Cívica:
- Torre Cívica: Su punto de partida es la estación Y Griega de la línea 1 y su punto de finalización es la misma (recorrido circular), atraviesa el centro de Monterrey pasando por el Pabellón Ciudadano, por las estaciones Parque Fundidora de la línea 1, Padre Mier y Zaragoza de la línea 2, y el Mercado Juárez.